# Periferija Peloponez
Periferija Peloponez (Grčki: Περιφέρεια Πελοποννήσου / Peripheria Peloponnesou - "Peloponnesos") je jedna od 13 periferija u Grčkoj. Smještena je na krajnjem jugu zemlje i obuhvaća južni i istočni dio poluotoka Peloponeza.

## Zemljopis
Ova periferija je podijeljena na 5 prefektura:
- Prefektura Arkadija
- Prefektura Argolida
- Prefektura Korint
- Prefektura Lakonija
- Prefektura Mesanija